# Jacques Hatry
Pour les articles homonymes, voir Hatry.
 (octobre 2019).
Si vous disposez d'ouvrages ou d'articles de référence ou si vous connaissez des sites web de qualité traitant du thème abordé ici, merci de compléter l'article en donnant les références utiles à sa vérifiabilité et en les liant à la section « Notes et références ».
Jacques Maurice Hatry, né à Strasbourg le 12 février 1742 et mort à Paris le 30 novembre 1802, est un général français de la Révolution et de l’Empire.

## Biographie

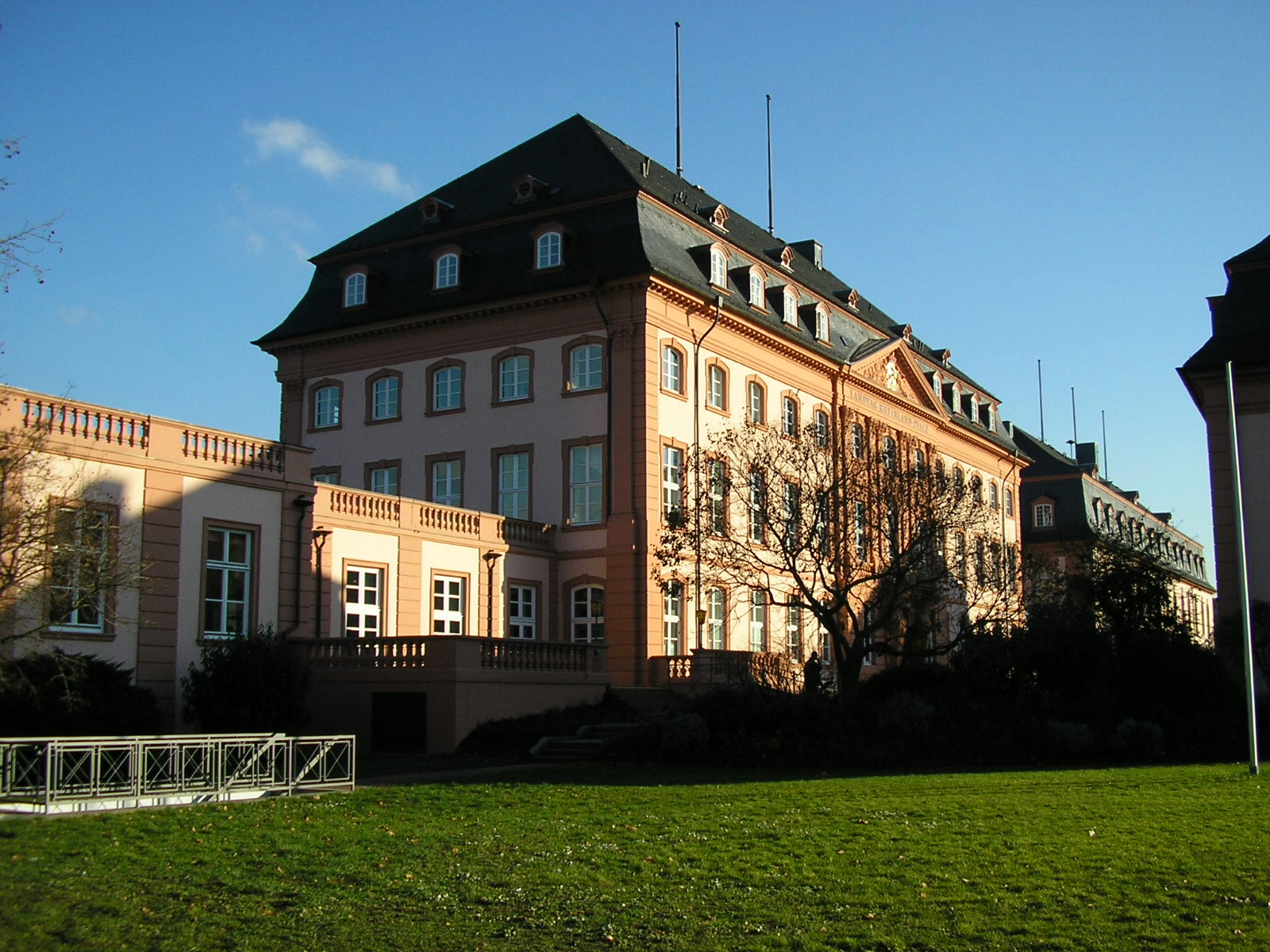
L'Hôtel de l'ordre Teutonique à Mayence, où Hatry réside après le 29 janvier 1798.

Fils d'un garde d'artillerie, Hatry fait ses éludes à Strasbourg, à Besançon et à Pont-à-Mousson. Il est successivement lieutenant en second au régiment de La Marck le 2 octobre 1758, second lieutenant le 11 août 1759, sert en Allemagne de 1758 à 1762, devient lieutenant le 4 mars 1767, sert en Corse en 1768 et 1769, et il obtient une commission de capitaine en second le 20 mars 1778. Sert aux Indes de 1781 à 1785, et il est nommé capitaine-commandant le 25 septembre 1782, capitaine de grenadiers le 7 juin 1783 et capitaine de chasseurs le 1er septembre 1785. Il est nommé lieutenant-colonel au 77e régiment d'infanterie, ci-devant La Marck le 29 juin 1792, et il est destitué par Pache le 20 décembre 1792 pour avoir quitté son régiment à la suite d'acte d'insubordination commis pas les soldats.
il est réintégré par Beurnonville, sur la recommandation des députés alsaciens Laurent, Louis, Johannot et Ritter, et envoyé à l'armée du Rhin comme adjudant-général chef de bataillon le 8 mars 1793. Chef d'état-major de la division Munnier le 1er septembre 1793, il est promu Général de brigade le 26 novembre suivant. Général de division le 28 janvier 1794, Jacques Hatry se distingue aux armées du Nord, des Ardennes et de la Moselle, ainsi qu'à la bataille de Fleurus, au blocus de Luxembourg, où il fait capituler une garnison de 12 000 hommes. Après avoir commandé l'armée de Sambre-et-Meuse pendant la campagne de 1796 et l'Armée_de_l'Intérieur à la suite de Bonaparte, il est nommé général en chef de l'armée de Mayence le 9 décembre 1797. Mayence s’est maintenue jusqu’en 1797, quand le 30 décembre elle est prise sans combat par le général Hatry.
Le 11 juillet 1798, il remplace le général Joubert dans le commandement des troupes stationnées en Hollande. Le 20 août 1798, il commande les troupes françaises stationnées dans la république Batave, et le 8 janvier 1799 il est envoyé à l'armée d'Italie. Le 20 novembre 1799, il commande la 15e division militaire, et le 24 décembre suivant, il fait partie des premiers membres du Sénat conservateur. Il est le père du général Auguste Hatry (1788-1863) et du colonel Charles Hatry (1781-1813).
Jourdan le juge ainsi : « Officier de mérite, qui maintient le bon ordre et la discipline parmi les troupes et veille avec soin à leur instruction ; il a commandé plusieurs fois trois et même quatre divisions et l'armée pendant mon absence ; il a de bonnes mœurs et est bon républicain. »

## Hommages

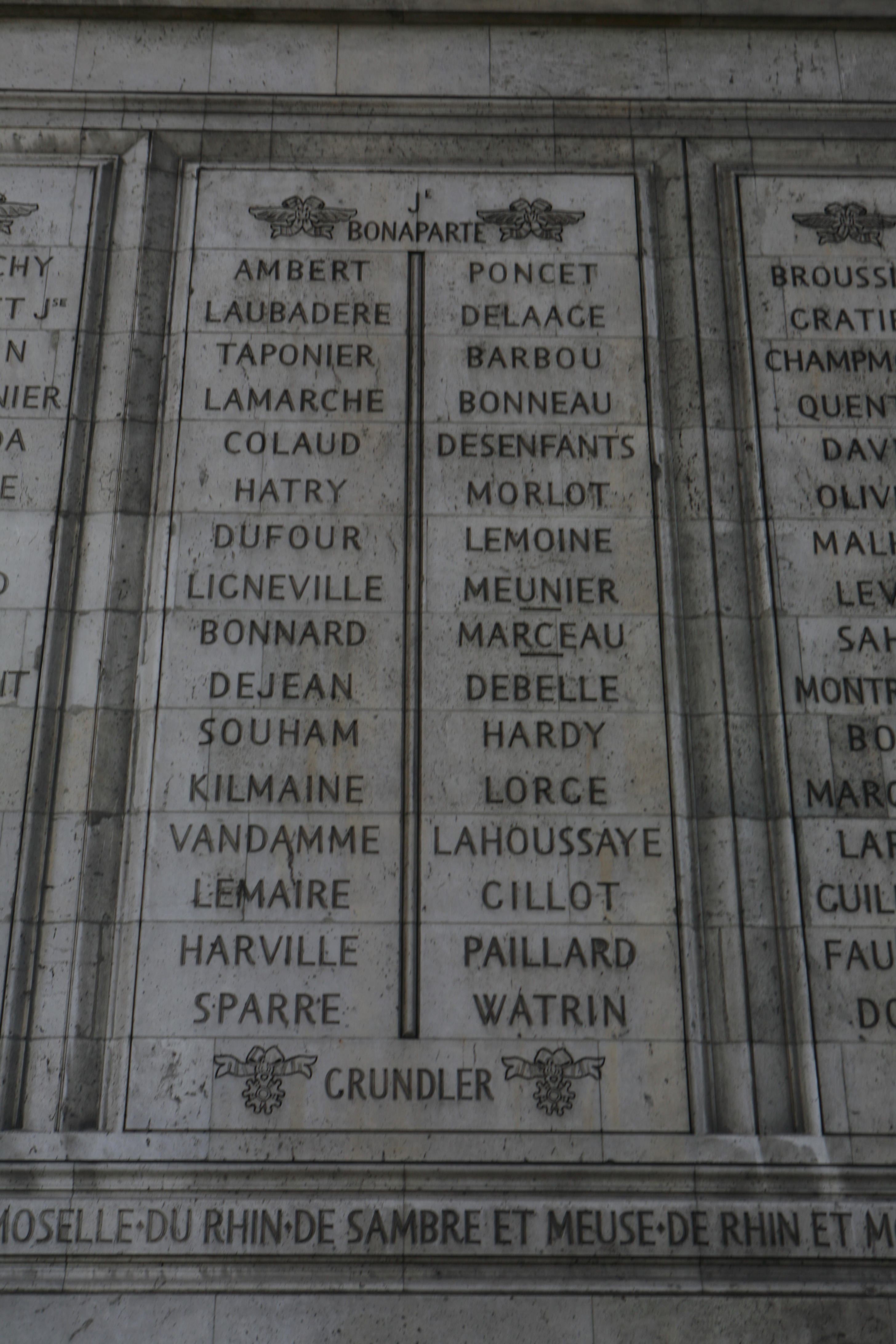
Noms gravés sous l'arc de triomphe de l'Étoile : pilier Nord, 5e et 6e colonnes.

Son nom est gravé sous l'Arc de triomphe sur le pilier nord, colonne 5.
Le fort des Barres à Belfort porte le nom de Fort Hatry.